# Cléré-les-Pins
Cléré-les-Pins település Franciaországban, Indre-et-Loire megyében. Lakosainak száma 1398 fő (2022. január 1.). Cléré-les-Pins Ambillou, Avrillé-les-Ponceaux, Courcelles-de-Touraine, Mazières-de-Touraine, Savigné-sur-Lathan és Souvigné községekkel határos.

## Népesség
A település népességének változása:
| Lakosok száma | 909  | 891  | 1049 | 1166 | 1401 | 1423 | 1410 | 1401 | 1398 | 1398 |
|               | 1968 | 1982 | 1990 | 2006 | 2013 | 2015 | 2017 | 2019 | 2020 | 2022 |